# Promozione Sardegna 1990-1991
Nella stagione 1990-1991 la Promozione era sesto livello del calcio italiano (il massimo livello regionale). Qui vi sono le statistiche relative al campionato in Sardegna.
Il campionato è strutturato in vari gironi all'italiana su base regionale, gestiti dai Comitati Regionali di competenza. Promozioni alla categoria superiore e retrocessioni in quella inferiore non erano sempre omogenee; erano quantificate all'inizio del campionato dal Comitato Regionale secondo le direttive stabilite dalla Lega Nazionale Dilettanti, ma flessibili, in relazione al numero delle società retrocesse dal Campionato Interregionale e perciò, a seconda delle varie situazioni regionali, la fine del campionato poteva avere degli spareggi sia di promozione che di retrocessione.
Questo è il campionato regionale della regione Sardegna organizzato dal Comitato Regionale Sardo.

## Girone A

### Squadre partecipanti
| Club                   | Città                  | Stadio | Stagione precedente      |
| ---------------------- | ---------------------- | ------ | ------------------------ |
| Pol. Sirio             | Cagliari               |        |                          |
| U.S. Cannonau Jerzu    | Jerzu (NU)             |        | Arredostil vince Prima A |
| S.S. Carloforte        | Carloforte (SU)        |        |                          |
| S.S.R. Decimoputzu     | Decimoputzu (SU)       |        |                          |
| Pol. Fersulcis         | Iglesias (SU)          |        |                          |
| U.S. Guspini           | Guspini (SU)           |        |                          |
| Pol. Iglesias          | Iglesias (SU)          |        |                          |
| Pol. Libertas Barumini | Barumini (SU)          |        |                          |
| G.S. Mobil Clam Pirri  | Pirri (CA)             |        |                          |
| Pol. Pula              | Pula (CA)              |        |                          |
| U.S. Calcio Quartu     | Quartu Sant'Elena (CA) |        |                          |
| A.C. Sanlurese         | Sanluri (SU)           |        |                          |
| U.S. San Sperate       | San Sperate (SU)       |        |                          |
| Pol. Sardara Terme     | Sardara (SU)           |        |                          |
| Pol. Sguotti           | Carbonia (SU)          |        |                          |
| G.S. Sinnai            | Sinnai (CA)            |        |                          |

### Classifica finale
|  | Pos. | Squadra           | Pt | G  | V  | N  | P  | GF | GS | DR  |
|  | ---- | ----------------- | -- | -- | -- | -- | -- | -- | -- | --- |
|  | 1.   | Sinnai            | 43 | 30 | 16 | 11 | 3  | 43 | 20 | +23 |
|  | 2.   | Iglesias          | 42 | 30 | 17 | 8  | 5  | 40 | 17 | +23 |
|  | 3.   | Decimoputzu       | 42 | 30 | 17 | 8  | 5  | 45 | 23 | +22 |
|  | 4.   | Sirio             | 36 | 30 | 13 | 10 | 7  | 40 | 23 | +17 |
|  | 5.   | Sant'Elena        | 36 | 30 | 11 | 14 | 5  | 40 | 24 | +16 |
|  | 6.   | San Sperate       | 33 | 30 | 11 | 11 | 8  | 42 | 38 | +4  |
|  | 7.   | Sguotti           | 31 | 30 | 12 | 7  | 11 | 39 | 33 | +6  |
|  | 8.   | Libertas Barumini | 29 | 30 | 10 | 9  | 11 | 31 | 37 | -6  |
|  | 9.   | Mobil Clam Pirri  | 29 | 30 | 10 | 9  | 11 | 26 | 32 | -6  |
|  | 10.  | Pula              | 27 | 30 | 9  | 9  | 12 | 22 | 30 | -8  |
|  | 11.  | Sardara           | 26 | 30 | 7  | 12 | 11 | 28 | 36 | -8  |
|  | 12.  | Fersulcis         | 26 | 30 | 6  | 14 | 10 | 21 | 29 | -8  |
|  | 13.  | Carloforte        | 25 | 30 | 9  | 7  | 14 | 18 | 35 | -17 |
|  | 14.  | Cannonau Jerzu    | 21 | 30 | 7  | 7  | 16 | 40 | 51 | -11 |
|  | 15.  | Sanlurese         | 20 | 30 | 8  | 4  | 18 | 21 | 37 | -16 |
|  | 16.  | Guspini           | 14 | 30 | 3  | 8  | 19 | 31 | 62 | -31 |

- Sinnai ammesso allo spareggio intergirone contro la vincente del Girone B, per l'ammissione in Interregionale 1991-1992.
- Le squadre dal 2º al 6º posto (più perdente lo spareggio intergirone tra le prime) vengono ammesse in Eccellenza Sardegna 1991-1992.
- Sanlurese e Guspini retrocedono in Prima Categoria 1991-1992.

## Girone B

### Squadre partecipanti
| Club                         | Città                     | Stadio | Stagione precedente |
| ---------------------------- | ------------------------- | ------ | ------------------- |
| Pol. Alghero                 | Alghero (SS)              |        |                     |
| C.S. Bosa                    | Bosa (OR)                 |        |                     |
| Pol. Buddusò                 | Buddusò (SS)              |        |                     |
| Pol. Calmedia Bosa           | Bosa (OR)                 |        |                     |
| U.S. Castelsardo             | Castelsardo               |        |                     |
| S.S. Fertilia                | Fertilia                  |        |                     |
| S.P. Ittiri                  | Ittiri (SS)               |        |                     |
| Pol. Libertas Padru          | Padru (SS)                |        |                     |
| A.S. Macomer                 | Macomer                   |        |                     |
| G.S. Ploaghe                 | Ploaghe                   |        |                     |
| G.S. San Marco               | Cabras                    |        |                     |
| S.S. Santa Maria di Tergu    | Tergu (SS)                |        |                     |
| U.S. Santa Teresa di Gallura | Santa Teresa Gallura (SS) |        |                     |
| Sorso Calcio                 | Sorso (SS)                |        |                     |
| G.S. Tavolara                | Olbia                     |        |                     |
| Pol. Thiesi                  | Thiesi (SS)               |        |                     |

### Classifica finale
|  | Pos. | Squadra                 | Pt | G  | V  | N  | P  | GF | GS | DR  |
|  | ---- | ----------------------- | -- | -- | -- | -- | -- | -- | -- | --- |
|  | 1.   | Alghero                 | 43 | 30 | 19 | 5  | 6  | 57 | 17 | +40 |
|  | 1.   | Thiesi                  | 43 | 30 | 15 | 13 | 2  | 41 | 16 | +25 |
|  | 3.   | Santa Teresa di Gallura | 40 | 30 | 17 | 6  | 7  | 49 | 23 | +26 |
|  | 4.   | Castelsardo             | 39 | 30 | 15 | 9  | 6  | 37 | 23 | +14 |
|  | 5.   | Ploaghe                 | 38 | 30 | 13 | 12 | 5  | 40 | 26 | +14 |
|  | 6.   | Bosa                    | 38 | 30 | 12 | 14 | 4  | 29 | 16 | +13 |
|  | 7.   | Tavolara                | 34 | 30 | 12 | 10 | 8  | 44 | 32 | +12 |
|  | 7.   | Macomer                 | 34 | 30 | 14 | 6  | 10 | 42 | 32 | +10 |
|  | 9.   | Sorso                   | 29 | 30 | 10 | 9  | 11 | 31 | 30 | +1  |
|  | 10.  | Buddusò                 | 29 | 30 | 10 | 9  | 11 | 34 | 38 | -4  |
|  | 11.  | Libertas Padru          | 27 | 30 | 9  | 9  | 12 | 28 | 32 | -4  |
|  | 12.  | Santa Maria di Tergu    | 26 | 30 | 10 | 6  | 14 | 38 | 39 | -1  |
|  | 13.  | Ittiri                  | 25 | 30 | 9  | 7  | 14 | 32 | 30 | +2  |
|  | 14.  | Calmedia Bosa           | 19 | 30 | 6  | 7  | 17 | 22 | 46 | -24 |
|  | 15.  | Fertilia                | 14 | 30 | 4  | 6  | 20 | 21 | 57 | -36 |
|  | 16.  | San Marco               | 2  | 30 | 0  | 2  | 28 | 11 | 99 |     |

- Alghero e Thiesi, prime a pari punti, ammesse allo spareggio per determinare la vincente del Girone B.
- Le squadre dal 2º al 6º posto (più perdente lo spareggio intergirone tra le prime) vengono ammesse all'Eccellenza Sardegna 1991-1992.
- Tavolara e Macomer, settime a pari punti, ammesse allo spareggio per determinare la squadra classificata al 7º posto del Girone B.
- Fertilia e San Marco Cabras retrocedono in Prima Categoria 1991-1992.

### Spareggio per la vincente del Girone B
|         | Risultati   |        | Luogo e data   |
| ------- | ----------- | ------ | -------------- |
| Alghero | 1 - 0 (dts) | Thiesi | 19 maggio 1991 |
|         |             |        |                |

- Alghero ammesso allo spareggio intergirone contro la vincente del Girone A, per l'ammissione in Interregionale 1991-1992.

### Spareggio per il 7º posto del Girone B
|          | Risultati |         | Luogo e data   |
| -------- | --------- | ------- | -------------- |
| Tavolara | 4 - 2     | Macomer | ?? maggio 1991 |
|          |           |         |                |

- Tavolara ammesso allo spareggio intergirone contro la squadra giunta al 7º posto del Girone A, per l'ammissione in Eccellenza 1991-1992.

## Spareggi intergirone

### Spareggio intergirone per l'ammissione in Interregionale
|         | Risultati   |        | Luogo e data          |
| ------- | ----------- | ------ | --------------------- |
| Alghero | 2 - 1 (dts) | Sinnai | Nuoro, 26 maggio 1991 |
|         |             |        |                       |

- Alghero promosso in Interregionale 1991-1992.

### Spareggio intergirone per l'ammissione in Eccellenza
|          | Risultati |         | Luogo e data   |
| -------- | --------- | ------- | -------------- |
| Tavolara | 2 - 1     | Sguotti | ?? maggio 1991 |
|          |           |         |                |

- Tavolara ammesso in Eccellenza Sardegna 1991-1992.